# Plan Tureluur

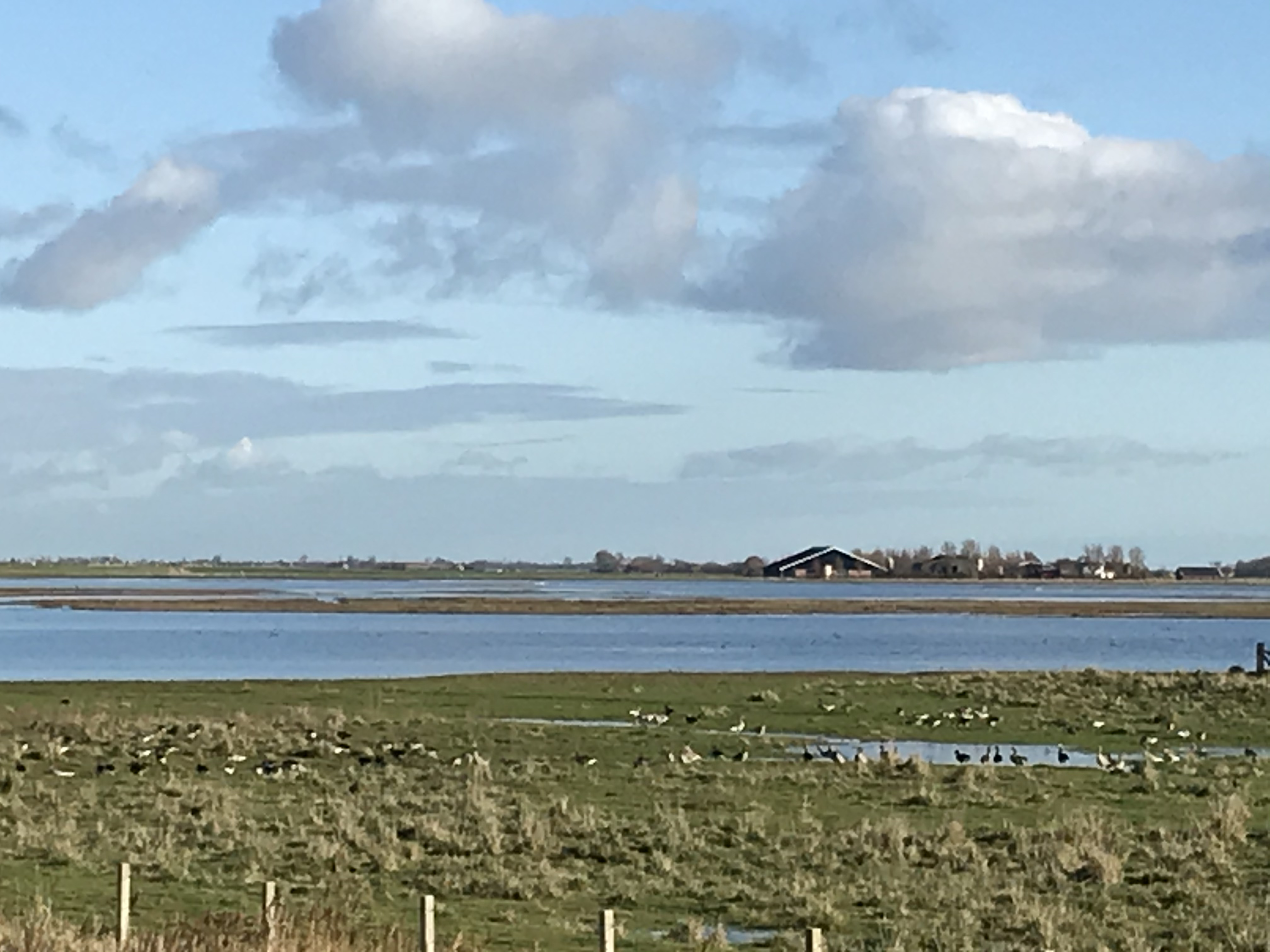
Natuurgebied Plan Tureluur op Schouwen-Duiveland.

Het Plan Tureluur is een natuurgebied op het eiland Schouwen-Duiveland in de Nederlandse provincie Zeeland.
Aan de zuidkust van Schouwen-Duiveland werd tussen 1991- 2014 Plan Tureluur aangelegd. Om het natuurgebied aan te leggen werd landbouwgrond teruggegeven aan de natuur. Het geheel beslaat meer dan 1000 hectare en is onderdeel van Nationaal Park Oosterschelde. Het gebied is gelegen ten zuiden van de Delingsdijk en ligt aan weerszijden van de N59.
De tureluur, een bedreigde weidevogel, werd het boegbeeld van de nieuwe natuur op Schouwen-Duiveland, vandaar de naam: Plan Tureluur. De tureluur werd als symbool gekozen, omdat deze snipachtige een groot deel van het jaar in en rond de Oosterschelde zijn roep (tjululuu) laat horen.
Bij de aanleg van het natuurgebied werd grond van boeren gekocht, de vruchtbare teeltlaag verwijderd en werden laagtes, waterpartijen en krekenlopen aangelegd. Plan Tureluur wordt beheerd door Staatsbosheer en Natuurmonumenten.
Plan Tureluur is aantrekkelijk voor vogelliefhebbers en vogelfotografen vanwege de grote diversiteit aan soorten. Zo broedt onder anderen de lepelaar in het natuurgebied. Plan Tureluur is voor de kluut en de strandplevier het belangrijkste broedgebied van Nederland. Rondom het gebied zijn parkeerplaatsen en informatiezuilen aangelegd voor bezoekers.